# Michel Stolker
Michel "Mies" Stolker  (Zuilen, 29 de septiembre de 1933-28 de mayo de 2018) fue un ciclista neerlandés, profesional entre 1956 y 1966, cuyo mayor éxito deportivo lo logró en la Vuelta a España donde obtuvo 1 victoria de etapa en la edición de 1964.

## Palmarés
| 1953 - Tour de Overijssel 1955 - Tour de Overijssel 1956 - 1 etapa del Tour de Luxemburgo - 1 etapa del Giro de Italia 1958 - 2.º en el Campeonato de los Países Bajos en Ruta | 1960 - Circuito de Houtland 1961 - 3.º en el Campeonato de los Países Bajos en Ruta - Tour de Picardie 1962 - Midi Libre 1964 - 1 etapa de la Vuelta a España - 1 etapa de la Vuelta a Andalucía |